# 鹿児島県立大島高等学校
鹿児島県立大島高等学校（かごしまけんりつおおしまこうとうがっこう, Kagoshima Prefectural Oshima High School）は、鹿児島県奄美市名瀬安勝町にある男女共学の県立高等学校。地元での略称は「大高」（だいこう）。

## 概要
歴史
旧制中等学校である「鹿児島県立大島農学校」（実業学校）および「鹿児島県立大島中学校」（旧制中学校）を前身とする。戦前は旧制大島中学校の開校年（1916年（大正5年））を創立の起算年としていたが、戦後の学制改革の際、大島農学校の開校年（1901年（明治34年））に変更となった。2011年（平成23年）に創立110周年を迎えた。
設置課程・学科
全日制課程 普通科
校訓
「和親・協同・自治・奉仕」
校章
新制高等学校が発足した1949年（昭和24年）に制定。前身の大島農学校・旧制大島中学校の校章からひし形を継承し、「大」の文字を4つ並べて図案化したものを背景にしてその間（中央）に「高」を置いている。校章全体で校名の「大（おお）四（し）間（ま）」を表している。
校歌
作詞は福田克彦、作曲は渉秀豊による。歌詞は3番まであり、各番の最後に校名の「大島高校」が登場する。
同窓会
「安陵会（あんりょうかい）」と称している。
その他
開陽高校通信制課程の協力校となっている。

## 沿革
農学校
- 1900年（明治33年）
  - 8月 - 鹿児島県立大島農学校の設置が告示される[1]。定員を320名（予科200名・本科 120名）とする。
  - 9月 - 校地を大島郡伊津部村安勝とし、校舎建築が着工。
- 1901年（明治34年） - 創立年
  - 4月30日 - 「鹿児島県立大島農学校」が開校。初代校長に伊東隆吾が就任。予科1年生120名が入学。開校式を挙行。
  - 5月 - 校舎が完成。
- 1902年（明治35年）- 寄宿舎が完成。
- 1903年（明治36年）
  - 3月 - 予科生67名が卒業。
  - 4月 - 予科を廃止（定員を本科120名のみとする）。特別教室を増設。
- 1906年（明治39年）
  - 3月 - 本科第1回生22名が卒業。
  - 5月 - 農業別科を設置。
- 1910年（明治43年）4月 - 定員を150名に増員。
- 1916年（大正5年）3月 - 廃校が告示される。
- 1918年（大正7年）3月31日  - 閉校。

旧制中学校（男子校）時代
- 1916年（大正5年）4月 - 「鹿児島県立大島中学校」が開校。57名が入学。校長（農学校時代を含めると五代目）に村越銃之輔が就任。
  - 入学資格を尋常小学校を卒業した12歳以上の男子、修業年限を5年（現在の中1～高2に相当）、定員を250名とする。
  - 開校記念日を5月27日と定める。
- 1921年（大正10年）3月 - 第1回卒業式を挙行。30名が卒業。
- 1923年（大正12年）- 校旗を制定。
- 1925年（大正14年）- 生徒自治会が発足。
- 1927年（昭和2年）- 生徒自治会を更新会に改める。
- 1929年（昭和4年）10月 - 25mプールが完成。
- 1930年（昭和5年）- 「先師亡友の招魂碑」除幕式・追悼会を挙行。寄宿舎が失火により全焼。
- 1932年（昭和7年）- 新寄宿舎が完成。
- 1937年（昭和12年）- 校歌「ああ安陵を愛すべし」（現・安陵愛唱歌）が完成。
- 1943年（昭和18年）4月1日 - 中等学校令の施行により、この時の入学生から修業年限が4年となる。
- 1945年（昭和20年）
  - 3月 - 4年生と5年生合同の卒業式を挙行。
    - 教育ニ関スル戦時非常措置方策により中等学校令施行前の1941年・1942年に入学した生徒にも修業年限4年が適用されることになったため。

  - 4月 - 学校での授業を停止。勤労動員は継続。
  - 8月 - 終戦。
  - 9月2日 - 米軍によって奄美群島は本土から分割され、琉球列島米国民政府の統治下に置かれる。
- 1946年（昭和21年）
  - 2月2日 -　GHQにより、奄美群島を含む北緯30度以南の諸島が正式に日本から行政分離されアメリカの占領下に置かれる。
  - 10月3日  - 奄美への日本の行政権停止。「臨時北部南西諸島政庁立大島中学校」となる。
- 1947年（昭和22年）4月1日 - 「安陵中学校」（旧制・夜間）と附設専攻科を併設。
- 1948年（昭和23年）4月1日 - 本土より1年遅れて旧制中学校の生徒募集を停止。新制中学校を併設（併設・中学校）。
  - 旧制中学校1・2年修了者を併設中学校2・3年生として収容。
  - 併設中学校は経過措置としてあくまで暫定的に設置されたもので新たに生徒募集は行われず、在校生が2・3年生のみの中学校であった。
  - 旧制中学校3・4年修了者はそのまま在籍し、旧制中学校4・5年生となった。
- 1949年（昭和24年）
  - 3月31日 - 安陵中学校が廃止される。
  - 4月1日 - 本土より1年遅れて新制高等学校「臨時北部南西諸島政庁立大島高等学校」が発足。
    - 高校三原則により総合制を採用し、旧制中学校（男子校）は第一部となる。
    - 旧奄美高等女学校（鹿児島県立奄美高等学校の前身）が第二部、農林科が第三部となる。
    - 旧制中学校卒業者（5年修了者）を新制高校3年生、旧制中学校4年修了者を新制高校2年生、併設中学校卒業者（3年修了者）を新制高校1年生として収容。
    - 併設中学校を継承し、在校生が1947年（昭和22年）に旧制中学校へ入学した3年生を残すのみとなる。
- 1950年（昭和25年）
  - 3月31日 - 併設中学校を廃止。
  - 4月 - 附設専攻科を廃止。
  - 11月25日 - 「奄美群島政府立大島高等学校第一部」に改称。
  - 12月 - 安陵図書館が完成。

新制高等学校（男女共学）
- 1950年（昭和25年）4月1日 - 男女混合の学級を編成し、男女共学を開始。
- 1951年（昭和26年）9月 - 総合制を解消し、普通科単独の「奄美群島政府立大島高等学校」となる。
  - 家庭科は「大島女子高等学校」、農林科は「大島農業高等学校」として独立。
- 1952年（昭和27年）2月2日 - 「琉球政府立大島高等学校」に改称。
- 1953年（昭和28年）12月25日 - 本土復帰により県立移管され、「鹿児島県大島高等学校」に改称。
- 1954年（昭和29年）4月 - 校章を制定。
- 1955年（昭和30年）4月 - 新校舎（第1棟・第2棟）が完成。
- 1956年（昭和31年）
  - 4月 - 「鹿児島県立大島高等学校」（現校名）に改称（県の後に「立」を加える）。男子寄宿舎が完成。
  - 12月 - 校歌を制定。
- 1957年（昭和32年）10月 - 新校旗を制定。
- 1958年（昭和33年）4月 - 本館・講堂・武道館が完成。
- 1959年（昭和34年）4月1日 - 商業科を設置。
- 1961年（昭和36年）
  - 4月 - 第3棟が完成。
  - 8月 - 食堂・購買部を設置。
- 1965年（昭和40年）5月 - 女子寮が完成。
- 1966年（昭和41年）2月 -第4棟が完成。
- 1967年（昭和42年）4月1日 - 与論分校を設置。
- 1968年（昭和43年）3月 - 上部グラウンドが完成。
- 1970年（昭和45年）4月1日 - 鹿児島県立奄美高等学校の開校に伴い、商業科の募集を停止。
- 1971年（昭和46年）4月1日 - 鹿児島県立奄美高等学校に商業科を移管。与論分校が分離し鹿児島県立与論高等学校として独立。
- 1977年（昭和52年）6月 - 特別教室棟が完成。
- 1978年（昭和53年）9月 - 新体育館が完成。
- 1981年（昭和56年）3月 - 男子寮と女子寮を改築。
- 1996年（平成8年）12月 - 校舎を改築。
- 2001年（平成13年） - 創立100周年を迎える。
- 2003年（平成15年） - 同窓会組織である安陵会により、全ての教室に空調設置。
- 2014年（平成26年）3月 - 野球部が第86回選抜高等学校野球大会に21世紀枠で初出場。
- 2022年（令和4年）3月 - 野球部が第94回選抜高等学校野球大会に一般選考枠で出場決定。2014年以来2度目。

## 学校行事

### 文化祭
6月に実施。

### 体育祭
9月に実施。
応援団
本校の体育祭は夏休み明けに以下に記している6地区対抗で行われており、応援団もその6地区に分けられている。40年以上の歴史を持ち、地区ごとに演舞の型が異なること、顧問がおらず全て生徒たちによって運営されていること、受験を控えた3年生も多数参加することもあって、2001年にはNHKのにんげんドキュメントで取り上げられた。また地元からの評判も良く、現在では体育祭のみならず地域の行事にも呼ばれ、その演舞を披露している。
- 伊津部地区 - 奄美市立名瀬中学校卒業生で構成。カラーは青。
- 金久地区  - 奄美市立金久中学校卒業生で構成。カラーは黄。
- 上方地区  - 奄美市立朝日中学校卒業生で構成。カラーは橙。
- 下古地区 - 奄美市立小宿中学校及び奄美市立大川中学校卒業生で構成。カラーは紫。
- 中南地区 - 宇検村・奄美市住用地区・瀬戸内町・大和村に所在する中学校の卒業生で構成。カラーは白。
- 笠龍地区 - 奄美市笠利地区・龍郷町に所在する中学校の卒業生で構成。カラーは緑。

この他に寮生の男子生徒で構成される寮生応援団も存在するが、この応援団は全校朝礼などで行われる部活動の壮行会などで演舞されることが多い。

## 部活動・同好会
| 運動部 - バレーボール部 - バスケットボール部 - ソフトテニス部 - 卓球部 - 陸上競技部 - 水泳部 - 野球部（2014年春〈第86回〉、2022年春〈第94回〉出場） - 柔道部 - 剣道部 - 体操部 - 弓道部 - ラグビー部 - サッカー部 - ハンドボール部 - バドミントン部 - ソフトボール部 - 空手道部 - 新体操部 - 相撲部（休止中） - ダンス同好会 | 文化部 - 文芸部 - 英語部 - 地学部（休止中） - 化学部 - 書道部 - 放送部 - 演劇部（休止中） - 美術部 - 茶道部 - 吹奏楽部 - 物理部（休止中） - 写真部（休止中） - 生活科学部（休止中） - 生物部 - 郷土研究部（休止中） - 弁論部（休止中） - 工芸部（休止中） - 新聞部（第45、46、47回全国高等学校総合文化祭出場） |

## 関係者一覧
※（大中）は旧制大島中学校、（大高）は現行の大島高等学校の関係者。

### 著名な出身者
政治・行政
- 金井正夫 ※大島農学校1年修了[4] - 国会議員（衆議院）、官選和歌山県知事
- 指宿清秀 大中[5] - 国会職員（第9代参議院事務総長）、国立国会図書館館長
- 川上嘉 大中[5] - 国会議員（参議院）
- 田畑金光 大中[5] - 国会議員（参議院、衆議院）、福島県いわき市長
- 田畑健介 ※大中転出[6] - 東京都練馬区長
- 宮之原貞光 大中[5] - 国会議員（参議院）
- 保岡武久 大中[7] - 国会議員（衆議院）、内務官僚（鹿児島県副知事）
- 豊永光 大中[5] - 国会議員（衆議院）、名瀬市長、農林官僚
- 朝山毅 大高[8] - 奄美市長、笠利町長
- 金子万寿夫 大高[9] - 国会議員（衆議院）
- 平田隆義 大高[10] - 奄美市長、名瀬市長

宗教
- 郡山健次郎 大高[11] - カトリック教会聖職者、カトリック鹿児島司教区名誉司教

学者・研究者
- 田畑英勝 大中[12] - 民俗学者（奄美文化、南島文化、説話）
- 山下欣一 ※大中転出[13] - 民俗学者（奄美文化、南島文化、説話）、鹿児島国際大学名誉教授
- 好美清光 大中[14] - 法学者（民法）、一橋大学名誉教授
- 田畑千秋 大高[15] - 民俗学者、大分大学名誉教授
- 和秀雄 大高[15] - 霊長類学者、大阪大学名誉教授

文化
- 里歩寿 大高 - 唄者
- 盛岡茂美 大高 - 小説家、エッセイスト
- 山口達也 大高[16] - NHKアナウンサー

スポーツ
- 大野稼頭央 大高[17] - プロ野球選手、福岡ソフトバンクホークス
- 竹山浩史 大高[18] - ラグビー選手

### 著名な教職員
- 龍野定一 大中第4代校長[19] - 教育者・社会教育家
- 新屋敷幸繁 大中教頭[20] - 詩人、国文学者、第七高等学校造士館 (旧制)教授、国際大学 (沖縄)名誉教授、沖縄大学学長
- 田畑英勝 大高教員[12] - 出身者参照
- 田畑健介 大高教員[6] - 出身者参照
- 松下志朗 大高日本史教員[21] - 歴史学者（日本史）、九州大学名誉教授

## 交通
最寄りのバス停
- しまバス「大高前」バス停より徒歩3分